# Volby do Zastupitelstva hlavního města Prahy 2018
Volby do zastupitelstva hlavního města Prahy v roce 2018 proběhly v rámci obecních voleb v pátek 5. a v sobotu 6. října. Stejně jako v předchozích volbách tvořilo území města pouze jediný volební obvod. Do zastupitelstva Prahy se dostalo pět subjektů.
Zvítězila ODS, která obhájila 14 mandátů. Po ní získaly o jeden mandát méně, tedy 13 mandátů, shodně Piráti, Praha sobě a Spojené síly pro Prahu (TOP 09, STAN, KDU-ČSL, LES a SNK ED). Nejméně mandátů z těch stran a uskupení, které překročily pětiprocentní hranici, dostalo hnutí ANO 2011, které obhájilo 12 mandátů. Praha a Liberec tak byly jedinými krajskými městy v Česku, kde hnutí ANO 2011 volby nevyhrálo. Zbylé politické subjekty, nejblíže SPD a KSČM získaly méně než 5 % a do zastupitelstva se tak nedostaly.
Volební účast činila 46,44 % oprávněných voličů, byla tak třetí nejvyšší od sametové revoluce. Oprávněných voličů bylo celkem 918 640.

## Situace před volbami

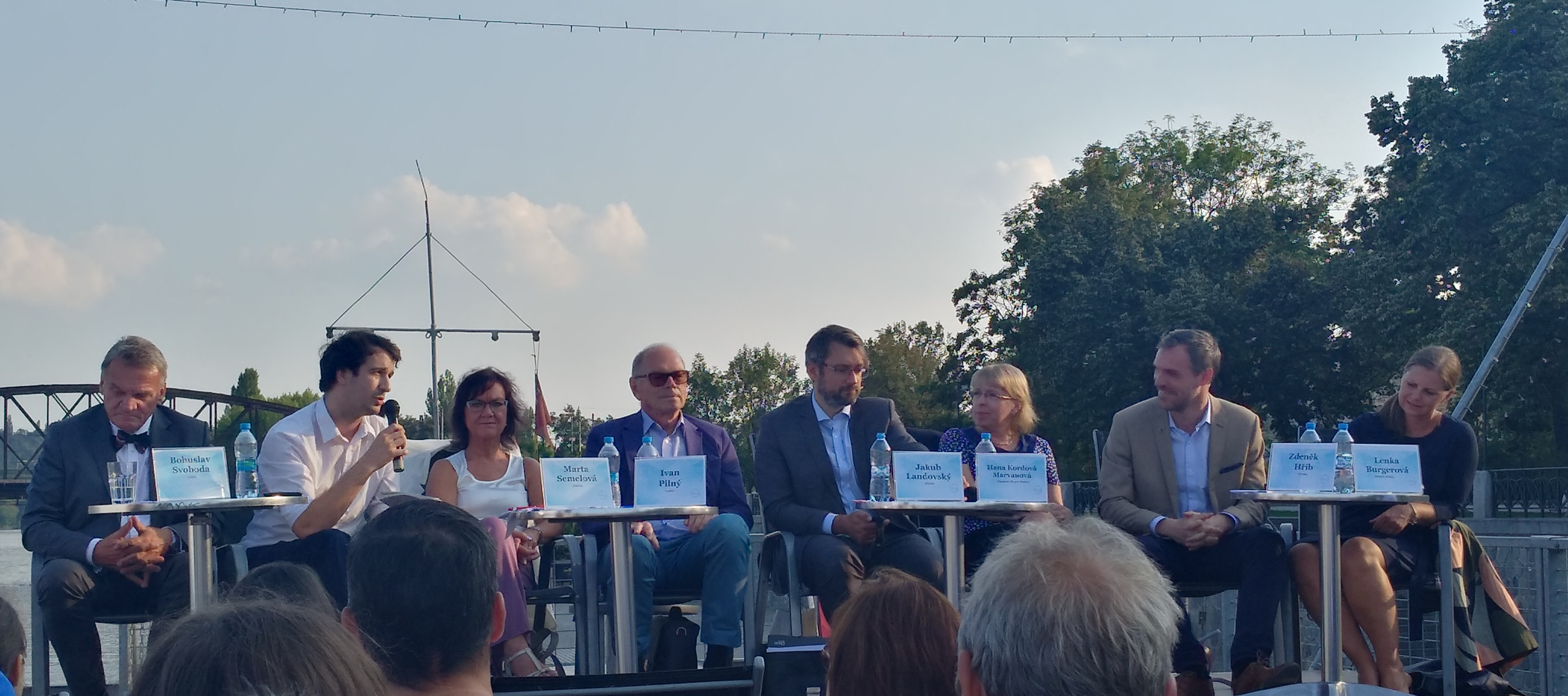
Předvolební debata na Cargo Gallery, zleva Bohuslav Svoboda (ODS), Matěj Michalk Žaloudek (Zelení), Marta Semelová (KSČM), Ivan Pilný (ANO 2011), Jakub Landovský (ČSSD), Hana Marvanová (Spojené síly pro Prahu), Zdeněk Hřib (Piráti) a Lenka Burgerová (Praha sobě)

Předchozí volby v roce 2014 v Praze vyhrálo hnutí ANO 2011. To mělo v čele Adrianu Krnáčovou, která se stala primátorkou Prahy. Druhá v těsném závěsu byla TOP 09. Na třetím, čtvrtém a pátém místě skončily v malých rozestupech Trojkoalice (SZ, KDU-ČSL a STAN), ODS a ČSSD.
V Praze vznikla koalice ANO, ČSSD a Trojkoalice (SZ, KDU-ČSL a STAN). V opozici zůstaly strany TOP 09, ODS, Česká pirátská strana a KSČM. Rok po volbách na podzim 2015 se tato koalice rozpadla. Po půl roce byla na jaře 2016 koalice obnovena.
Příprava na volby do zastupitelstva hlavního města Prahy 2018 začaly v prosinci 2017. Hnutí ANO rozhodlo, že Krnáčová již nebude obhajovat post primátorky. Stalo se tak především kvůli její neoblíbenosti u občanů Prahy. Namísto ní byl vybrán Petr Stuchlík.

## Témata voleb
Strany ve svých kampaních a programech shodně zdůrazňovaly hlavně témata dopravy a bydlení. Nejvíce pozornosti věnovaly tématu dostavby Pražského okruhu. Tu za prioritu určilo devět politických stran, například ODS, Piráti nebo KSČM. Významně volební programy ovlivnila také bytová situace v Praze. Byty jsou totiž drahé, bydlení není dostupné pro velkou část domácností a výstavba nových bytových domů trvá déle díky složitému povolování. Častým tématem byla také zanedbaná infrastruktura. Mluvilo se o ní v souvislosti s pádem Trojské lávky v roce 2017, velmi špatným stavem Libeňského či Výtoňského mostu. Především Piráti a Spojené síly pro Prahu ve volbách propagovali transparentnější hospodaření města.

## Kampaň

### ANO 2011

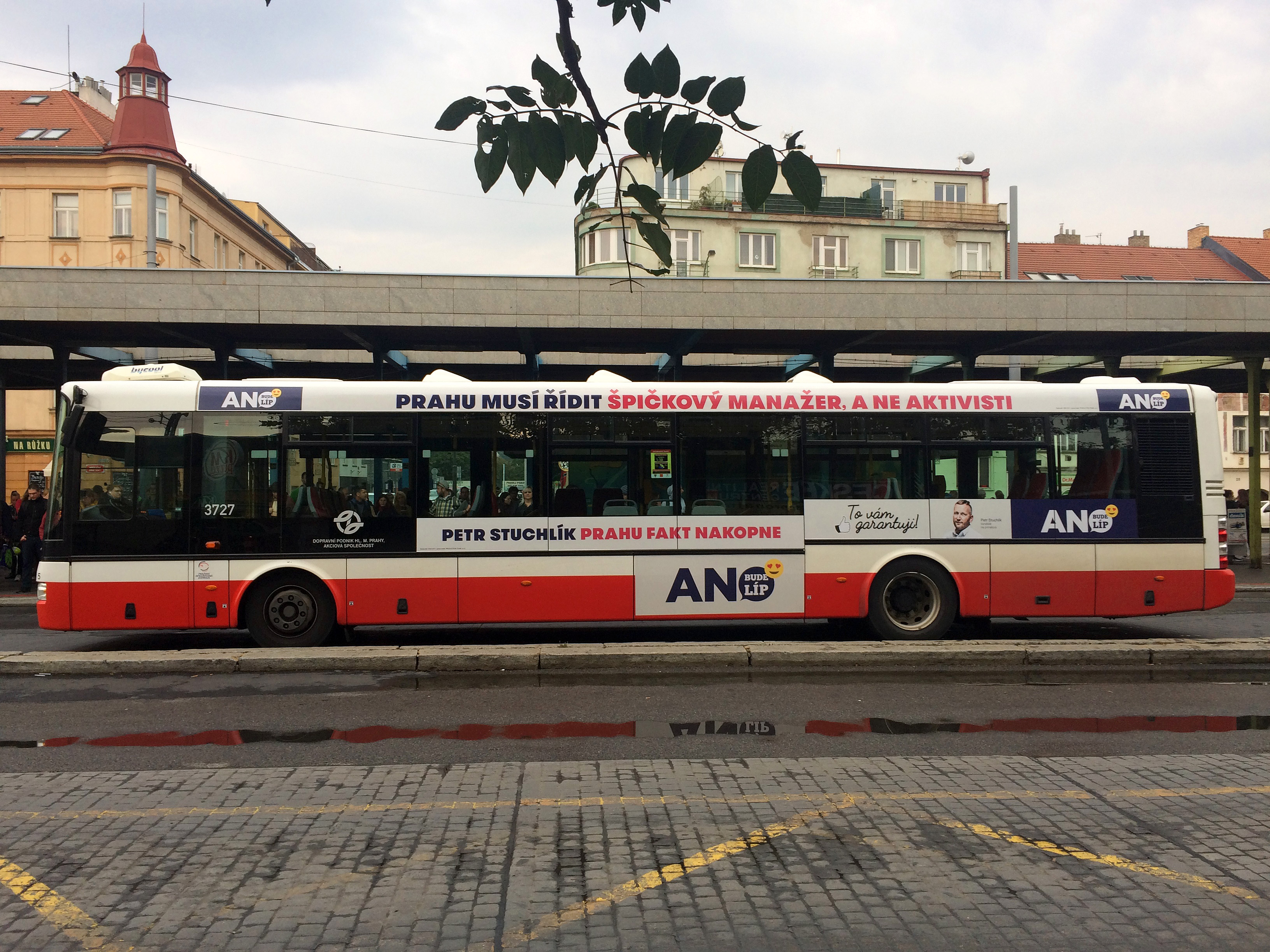
Hnutí ANO zaplatilo za volby v Praze nejvíce, téměř 50 milionů. Přesto počet jejich mandátů klesl ze 17 na 12

Nejvíc finančních prostředků do předvolební kampaně v Praze investovalo hnutí ANO 2011, zaplatilo za ni téměř 50 milionů korun. To bylo zdaleka nejvíce ze všech kandidujících stran. Hlavní slogany byly: „Uděláme Prahu bohatší" nebo s odkazem na volebního lídra: „Petr Prahu fakt nakopne". Hnutí pořádalo v rámci kontaktní kampaně v Praze „sousedské večeře", kde si lidé mohli dát zdarma guláš, bramboráky, pivo, nebo si vzít magnetofonovou kazetu s nahrávkou Karla Gotta.

### Česká pirátská strana
Česká pirátská strana investovala do pražské kampaně 3 miliony korun. Volební slogany zněly „Na prahu změny" a také "Držíme kurz".

### Spojené síly pro Prahu
Celkem 10 milionů investovaly do kampaně TOP 09 a STAN, které s podporou KDU-ČSL, LES a SNK ED tvořily Spojené síly pro Prahu s vůdčím heslem: "Profesionální správa města. Konečně!".

### Praha sobě
Sdružení nezávislých kandidátů Praha sobě pak založilo kampaň na dobrovolnících a žádné billboardy v Praze nemělo. V kampani zastánci hnutí zdůrazňovali potřebu změny vedení magistrátu a odkazovali na své působení na Praze 7.

### Občanská demokratická strana
ODS ve své kampani často kritizovala ostatní strany. Výrazným heslem bylo „Zpovykaní pražáci volí ODS", čímž strana narážela na výrok předchozí primátorky Adriany Krnáčové (ANO). Ta v březnu 2018 při rozhovoru zmínila, že pražští občané jsou co se týče dopravní situace oproti ostatním městům zpovykaní.
Několik týdnů před volbami přišla ODS s narážkou na Pirátskou stranu, když vystoupila s heslem "Pořádek proti anarchii", jehož grafické provedení připomínalo v případě slova "pořádek" grafiku ODS a "anarchie" grafiku Pirátské strany. ODS pak vysvětlilo, že za anarchii nepovažovala Piráty, nýbrž předchozí pražskou koalici. Velkou reakci zejména na sociálních sítích též vyvolala část kampaně ODS, která zobrazovala bezdomovce v tramvaji se sloganem "Tramvaj není noclehárna." Předseda strany Petr Fiala odmítl tuto kampaň komentovat s poukazem na to, že jde o kampaň kolegů z pražské ODS. Lídr pražské kandidátky Bohuslav Svoboda způsob kampaně podpořil, na její tvorbě se však nepodílel.

### ČSSD, KSČM, SPD
Mezi strany, které se do zastupitelstva nakonec nedostaly, patřila ČSSD, KSČM a také SPD. ČSSD se v kampani s nákladem v "nízkých jednotkách milionů korun" zaměřila na přísliby snížení nákladů pro občany v nejrůznějších oblastech. Mezi nejvýraznější sliby patřilo "MHD zcela zdarma" či "Nulový poplatek za psa". MHD zdarma bylo též předvolebním slibem KSČM. "Ostatní strany si přisvojují naše témata", stěžoval si následně místopředseda Stanislav Grospič. SPD se v kampani zviditelnila především svými výstupy zaměřenými proti České pirátské straně, o jejíchž členech tvrdili, že jde o narkomany a alkoholiky a vyzývali voliče, ať raději volí "zkušené a poctivé managery a akademiky z SPD". Pirátská strana na tato tvrzení reagovala trestním oznámením.

## Průběh voleb
Celkové výsledky voleb v Praze byly sečteny až další den v neděli 7. října před devátou hodinou. Sčítání tak trvalo téměř 19 hodin. Bylo tomu tak hlavně kvůli složitosti pražských voleb.

## Kandidáti
Ve volbách kandidovaly tyto politické subjekty, celkem jich bylo 29.
| Číslo | Volební strana                                                                              | typ                                                | Lídr/yně             |
| ----- | ------------------------------------------------------------------------------------------- | -------------------------------------------------- | -------------------- |
| 1     | PATRIOTI                                                                                    | sdružení politické strany a nezávislých kandidátů  | Jiří Vítek           |
| 2     | Otevřená radnice, politické hnutí                                                           | politické hnutí                                    | Ivan Holešinský      |
| 3     | Společnost proti developerské výstavbě v Prokopském údolí                                   | politické hnutí                                    | Tomáš Krčma          |
| 4     | protiPIRÁTSKÁ kandidátka - mládí a zkušenost vpřed. PRAHU DÁL ROZKRÁDAT NEDÁME!             | sdružení politické strany a nezávislých kandidátů  | Josef Vrana          |
| 5     | S.O.S ZA PRÁVA ZVÍŘAT – sdružení DSZ a NK                                                   | sdružení politické strany a nezávislých kandidátů  | Hana Janišová        |
| 6     | TOP 09 a Starostové (STAN) ve spolupráci s KDU-ČSL, LES a SNK ED – "Spojené síly pro Prahu" | koalice                                            | Jiří Pospíšil        |
| 7     | Volte Pravý Blok www.cibulka.net                                                            | politická strana                                   | Petr Cibulka         |
| 8     | Komunistická strana Čech a Moravy                                                           | politická strana                                   | Marta Semelová       |
| 9     | DOST JE DOST ! Občané za svá práva                                                          | politické hnutí                                    | Ladislav Kunert      |
| 10    | PLUS                                                                                        | politické hnutí                                    | Jan Saudek           |
| 11    | Česká pirátská strana                                                                       | politická strana                                   | Zdeněk Hřib          |
| 12    | JAUNER Československo 2018                                                                  | politické hnutí                                    | Stanislava Helferová |
| 13    | OBČANSKÁ DEMOKRATICKÁ ALIANCE - KRÁSNÁ PRAHA                                                | sdružení politické strany a nezávislých kandidátů  | Pavel Sehnal         |
| 14    | ROZUMNÍ                                                                                     | politická strana                                   | Petr Hannig          |
| 15    | NEZÁVISLÍ                                                                                   | politická strana                                   | Petra Šikýřová       |
| 16    | STAROSTOVÉ PRO PRAHU                                                                        | sdružení politického hnutí a nezávislých kandidátů | Karel Fischer        |
| 17    | SDRUŽENÍ PRO REPUBLIKU - REPUBLIKÁNSKÁ STRANA ČESKOSLOVENSKA MIROSLAVA SLÁDKA               | politická strana                                   | Jiří Dubský          |
| 18    | Strana zelených                                                                             | politická strana                                   | Ondřej Mirovský      |
| 19    | Politické hnutí Svoboda a přímá demokracie - Tomio Okamura (SPD)                            | politické hnutí                                    | Hynek Beran          |
| 20    | PRAHA SOBĚ                                                                                  | sdružení nezávislých kandidátů                     | Jan Čižinský         |
| 21    | Česká strana sociálně demokratická                                                          | politická strana                                   | Jakub Landovský      |
| 22    | Občanská demokratická strana                                                                | politická strana                                   | Bohuslav Svoboda     |
| 23    | Romská demokratická strana                                                                  | politická strana                                   | Antonín Gondolán     |
| 24    | Strana soukromníků České republiky                                                          | politická strana                                   | Ladislav Linek       |
| 25    | Zemanovci                                                                                   | koalice                                            | Jaroslav Dvořák      |
| 26    | Dělnická strana sociální spravedlnosti                                                      | politická strana                                   | Petr Gunther         |
| 27    | ANO 2011                                                                                    | politické hnutí                                    | Petr Stuchlík        |
| 28    | PRO Zdraví a Sport                                                                          | politické hnutí                                    | Tomáš Dvořák         |
| 29    | Evropská koalice pro Prahu                                                                  | koalice                                            | Jiří Witzany         |

## Výsledky
| Strana                                                                       | Počet hlasů | %     | Mandáty | Mandáty z voleb 2014 | Bilance |
| ---------------------------------------------------------------------------- | ----------- | ----- | ------- | -------------------- | ------- |
| Občanská demokratická strana                                                 | 4 527 920   | 17,87 | 14      | 8                    | ▲ +6    |
| Česká pirátská strana                                                        | 4 326 041   | 17,07 | 13      | 4                    | ▲ +9    |
| Praha sobě                                                                   | 4 197 578   | 16,57 | 13      | —                    | ▲ +13   |
| Spojené síly pro Prahu – TOP 09 a STAN ve spolupráci s KDU-ČSL, LES a SNK ED | 4 127 063   | 16,29 | 13      | —                    | ▲ +13   |
| ANO 2011                                                                     | 3 893 968   | 15,37 | 12      | 17                   | ▼ -5    |
| Svoboda a přímá demokracie - Tomio Okamura (SPD)                             | 895 859     | 3,54  | 0       | —                    | —       |
| Komunistická strana Čech a Moravy                                            | 827 036     | 3,26  | 0       | 4                    | ▼ -4    |
| Česká strana sociálně demokratická                                           | 727 826     | 2,87  | 0       | 8                    | ▼ -8    |
| STAROSTOVÉ PRO PRAHU                                                         | 486 991     | 1,92  | 0       | 0                    | 0       |
| Strana zelených                                                              | 467 071     | 1,84  | 0       | 0                    | 0       |
| Ostatní (celkem 19 subjektů)                                                 |             | 3,4   | 0       | 0                    | 0       |
| celkem (volební účast 46,44 %)                                               |             | 100   | 65      | 65                   | 0       |

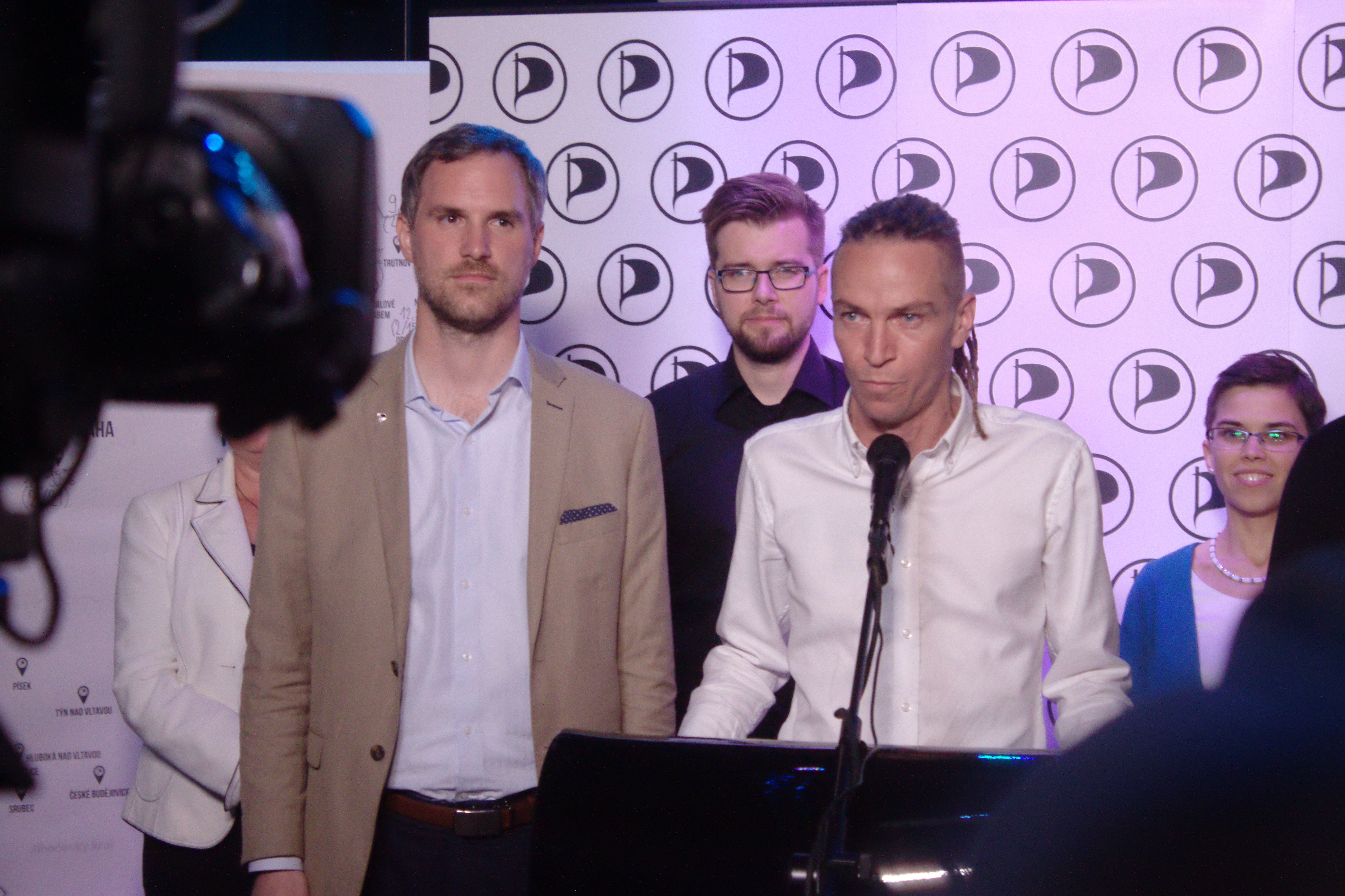
Tisková konference k výsledkům v Praze, Česká pirátská strana

Bylo vydáno 426 605 obálek, voliči tedy měli k dispozici 27 729 325 hlasů. Platných hlasů bylo 25 339 674, tedy 91,38%.

### Zvolení zastupitelé podle politické příslušnosti
| Politický subjekt                                             | Počet zastupitelů | Zvoleni na kandidátce                        |
| ------------------------------------------------------------- | ----------------- | -------------------------------------------- |
| bezpartijní                                                   | 17                | Praha sobě, Spojené síly pro Prahu, ANO 2011 |
| Občanská demokratická strana                                  | 13                | ODS                                          |
| Česká pirátská strana                                         | 13                | Česká pirátská strana                        |
| ANO 2011                                                      | 9                 | ANO 2011                                     |
| TOP 09                                                        | 7                 | Spojené síly pro Prahu                       |
| Starostové a nezávislí                                        | 4                 | Spojené síly pro Prahu                       |
| Křesťanská a demokratická unie – Československá strana lidová | 1                 | Spojené síly pro Prahu                       |
| Strana svobodných občanů                                      | 1                 | ODS                                          |

### Zvolení zastupitelé
|                        |                           |        |       |               |          |  |  |
| Jméno a příjmení       | Strana                    | Hlasy  | Hlasy | Pořadí        | Pořadí   |  |  |
| Jméno a příjmení       | Strana                    | počet  | v %   | na kandidátce | výsledné |  |  |
| Bohuslav Svoboda       | ODS                       | 77 434 | 1,71  | 1.            | 1.       |  |  |
| Alexandra Udženija     | ODS                       | 73 727 | 1,62  | 2.            | 2.       |  |  |
| Tomáš Portlík          | ODS                       | 72 523 | 1,60  | 3.            | 3.       |  |  |
| Zdeněk Zajíček         | ODS                       | 71 765 | 1,58  | 4.            | 4.       |  |  |
| Petr Fifka             | ODS                       | 71 444 | 1,57  | 5.            | 5.       |  |  |
| Ondřej Martan          | ODS                       | 71 966 | 1,58  | 6.            | 6.       |  |  |
| Jaroslava Janderová    | ODS                       | 71 166 | 1,57  | 7.            | 7.       |  |  |
| David Vodrážka         | ODS                       | 71 895 | 1,58  | 8.            | 8.       |  |  |
| Jiří Zajac             | ODS                       | 70 885 | 1,56  | 9.            | 9.       |  |  |
| Tomáš Štampach         | Svobodní za ODS           | 70 819 | 1,56  | 10.           | 10.      |  |  |
| Jakub Stárek           | ODS                       | 70 959 | 1,56  | 11.           | 11.      |  |  |
| Martin Sedeke          | ODS                       | 70 257 | 1,55  | 12.           | 12.      |  |  |
| Tomáš Kaštovský        | ODS                       | 70 705 | 1,56  | 13.           | 13.      |  |  |
| Karel Hanzlík          | ODS                       | 70 865 | 1,56  | 14.           | 14.      |  |  |
| Zdeněk Hřib            | Piráti                    | 75 082 | 1,73  | 1.            | 1.       |  |  |
| Adam Zábranský         | Piráti                    | 72 301 | 1,67  | 2.            | 2.       |  |  |
| Daniel Mazur           | Piráti                    | 72 550 | 1,67  | 3.            | 3.       |  |  |
| Viktor Mahrik          | Piráti                    | 71 240 | 1,64  | 4.            | 4.       |  |  |
| Vít Šimral             | Piráti                    | 71 958 | 1,66  | 5.            | 5.       |  |  |
| Michaela Krausová      | Piráti                    | 69 771 | 1,61  | 6.            | 6.       |  |  |
| Eva Horáková           | Piráti                    | 69 637 | 1,60  | 7.            | 7.       |  |  |
| Tomáš Murňák           | Piráti                    | 69 375 | 1,60  | 8.            | 8.       |  |  |
| Tibor Vansa            | Piráti                    | 69 601 | 1,60  | 9.            | 9.       |  |  |
| Pavel Hájek            | Piráti                    | 69 362 | 1,60  | 10.           | 10.      |  |  |
| Jaromír Beránek        | Piráti                    | 68 523 | 1,58  | 11.           | 11.      |  |  |
| Jiří Dohnal            | Piráti                    | 68 286 | 1,57  | 12.           | 12.      |  |  |
| Ondřej Kallasch        | Piráti                    | 67 952 | 1,57  | 13.           | 13.      |  |  |
| Jan Čižinský           | bezpartijní za Praha sobě | 80 552 | 1,91  | 1.            | 1.       |  |  |
| Hana Třeštíková        | bezpartijní za Praha sobě | 76 720 | 1,82  | 2.            | 2.       |  |  |
| Petr Zeman             | bezpartijní za Praha sobě | 70 880 | 1,68  | 3.            | 3.       |  |  |
| Mariana Čapková        | bezpartijní za Praha sobě | 69 162 | 1,64  | 4.            | 4.       |  |  |
| Adam Scheinherr        | bezpartijní za Praha sobě | 69 224 | 1,64  | 5.            | 5.       |  |  |
| Milena Johnová         | bezpartijní za Praha sobě | 68 225 | 1,62  | 6.            | 6.       |  |  |
| Pavel Vyhnánek         | bezpartijní za Praha sobě | 68 215 | 1,62  | 7.            | 7.       |  |  |
| Kamila Matějková       | bezpartijní za Praha sobě | 67 646 | 1,61  | 8.            | 8.       |  |  |
| Jiří Knitl             | bezpartijní za Praha sobě | 67 045 | 1,59  | 9.            | 9.       |  |  |
| Lenka Burgerová        | bezpartijní za Praha sobě | 68 705 | 1,63  | 10.           | 10.      |  |  |
| Martin Benda           | bezpartijní za Praha sobě | 66 372 | 1,58  | 11.           | 11.      |  |  |
| Pavel Zelenka          | bezpartijní za Praha sobě | 66 538 | 1,58  | 12.           | 12.      |  |  |
| Monika Weinerová       | bezpartijní za Praha sobě | 66 082 | 1,57  | 13.           | 13.      |  |  |
| Hana Marvanová Kordová | STAN                      | 79 006 | 1,91  | 2.            | 1.       |  |  |
| Jiří Pospíšil          | TOP 09                    | 77 850 | 1,88  | 1.            | 2.       |  |  |
| Petr Hlaváček          | bezpartijní za TOP 09     | 69 156 | 1,67  | 3.            | 3.       |  |  |
| Jan Wolf               | KDU-ČSL za TOP 09         | 67 855 | 1,64  | 4.            | 4.       |  |  |
| Petr Hlubuček          | STAN                      | 67 115 | 1,62  | 5.            | 5.       |  |  |
| Pavel Richter          | TOP 09                    | 66 455 | 1,61  | 6.            | 6.       |  |  |
| Radek Vondra           | TOP 09                    | 66 122 | 1,60  | 7.            | 7.       |  |  |
| Jana Plamínková        | STAN                      | 67 215 | 1,62  | 8.            | 8.       |  |  |
| Martin Dlouhý          | TOP 09                    | 66 253 | 1,60  | 9.            | 9.       |  |  |
| Jan Chabr              | TOP 09                    | 65 095 | 1,57  | 10.           | 10.      |  |  |
| Miloš Růžička          | STAN                      | 65 558 | 1,58  | 11.           | 11.      |  |  |
| Jiří Koubek            | TOP 09                    | 65 045 | 1,57  | 12.           | 12.      |  |  |
| Petr Kubíček           | TOP 09                    | 64 650 | 1,56  | 13.           | 13.      |  |  |
| Petr Stuchlík          | bezpartijní za ANO        | 62 651 | 1,60  | 1.            | 1.       |  |  |
| Patrik Nacher          | bezpartijní za ANO        | 63 251 | 1,62  | 2.            | 2.       |  |  |
| Ivan Pilný             | ANO                       | 63 037 | 1,61  | 3.            | 3.       |  |  |
| Marcela Plesníková     | ANO                       | 61 388 | 1,57  | 4.            | 4.       |  |  |
| Marta Gellová          | bezpartijní za ANO        | 61 379 | 1,57  | 5.            | 5.       |  |  |
| Radomír Nepil          | ANO                       | 61 048 | 1,56  | 6.            | 6.       |  |  |
| Václav Bílek           | ANO                       | 60 949 | 1,56  | 7.            | 7.       |  |  |
| Ondřej Prokop          | ANO                       | 60 864 | 1,56  | 8.            | 8.       |  |  |
| Petr Novotný           | ANO                       | 61 022 | 1,56  | 9.            | 9.       |  |  |
| Lubomír Brož           | ANO                       | 60 659 | 1,55  | 10.           | 10.      |  |  |
| Milan Maruštík         | ANO                       | 60 736 | 1,55  | 11.           | 11.      |  |  |
| Radek Lacko            | ANO                       | 60 656 | 1,55  | 12.           | 12.      |  |  |

## Povolební situace
V neděli 7. října po volbách se domluvily Česká pirátská strana, Praha sobě a Spojené síly pro Prahu (TOP 09 a STAN), že v pondělí 8. října začnou jednat o společné koalici. Hnutí Praha sobě již před volbami prohlásilo že nechce spolupracovat s ODS ani s ANO. Podobný názor zastávala také Pirátská strana i Spojené síly pro Prahu. Koalice tak získala celkem 39 hlasů z 65.
Dne 25. října byly po vyjednávání programů oznámeno rozdělení personálií, bylo rozhodnuto, že primátorem se stane Zdeněk Hřib (Česká pirátská strana). Kromě toho na magistrátu dostala Česká pirátská strana tři radní: pro školství a sport (Vít Šimral), bydlení (Adam Zábranský) a IT a EU fondy (Zdeněk Hřib). Spojené síly pro Prahu získaly prostřednictvím čtyř radních odpovědnost za rozvoj (Petr Hlaváček), majetek a majetkové podíly (Jan Chabr), legislativu a bezpečnost (Hana Marvanová) a životní prostředí a technickou infrastrukturu (Petr Hlubuček). Praha sobě dostala čtyři radní: za kulturu (Hana Třeštíková), dopravu (Adam Scheinherr), sociální věci a zdravotnictví (Milena Johnová) a za finance (Pavel Vyhnánek). Koaliční smlouva stran Pirátů, Praha sobě a Spojené síly pro Prahu (TOP 09 a STAN) byla podepsána 12. listopadu 2018.
Zdeněk Hřib byl zvolen dne 15. listopadu 2018 na ustavujícím zasedání nového zastupitelstva a převzal primátorský post po Adrianě Krnáčové. První jednání rady se konalo 20. listopadu 2018.

## Rozdělení mandátů a koaliční uspořádání
| Koalice (39) | Koalice (39) | Koalice (39) | Opozice (26)                                                                      | Opozice (26)                                                          |
| Piráti · Piráti · Piráti · Piráti · Piráti · Piráti · Piráti · Piráti · Piráti · Piráti · Piráti · Piráti · Piráti | Praha sobě · Praha sobě · Praha sobě · Praha sobě · Praha sobě · Praha sobě · Praha sobě · Praha sobě · Praha sobě · Praha sobě · Praha sobě · Praha sobě · Praha sobě | Spojené síly pro Prahu · Spojené síly pro Prahu · Spojené síly pro Prahu · Spojené síly pro Prahu · Spojené síly pro Prahu · Spojené síly pro Prahu · Spojené síly pro Prahu · Spojené síly pro Prahu · Spojené síly pro Prahu · Spojené síly pro Prahu · Spojené síly pro Prahu · Spojené síly pro Prahu · Spojené síly pro Prahu | ODS · ODS · ODS · ODS · ODS · ODS · ODS · ODS · ODS · ODS · ODS · ODS · ODS · ODS | ANO · ANO · ANO · ANO · ANO · ANO · ANO · ANO · ANO · ANO · ANO · ANO |